# Spanska socialistiska arbetarpartiet

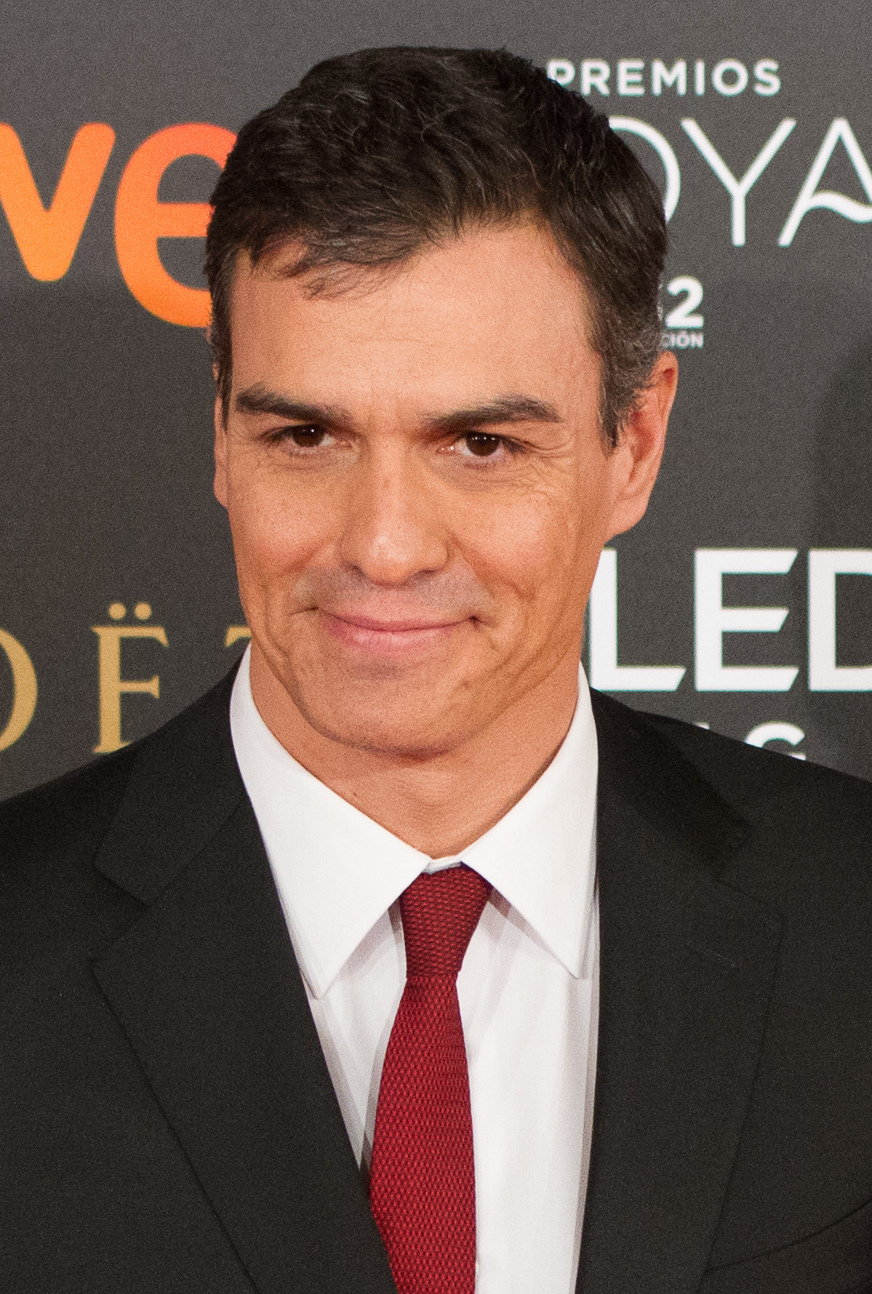
Spaniens nuvarande premiärminister Pedro Sánchez.

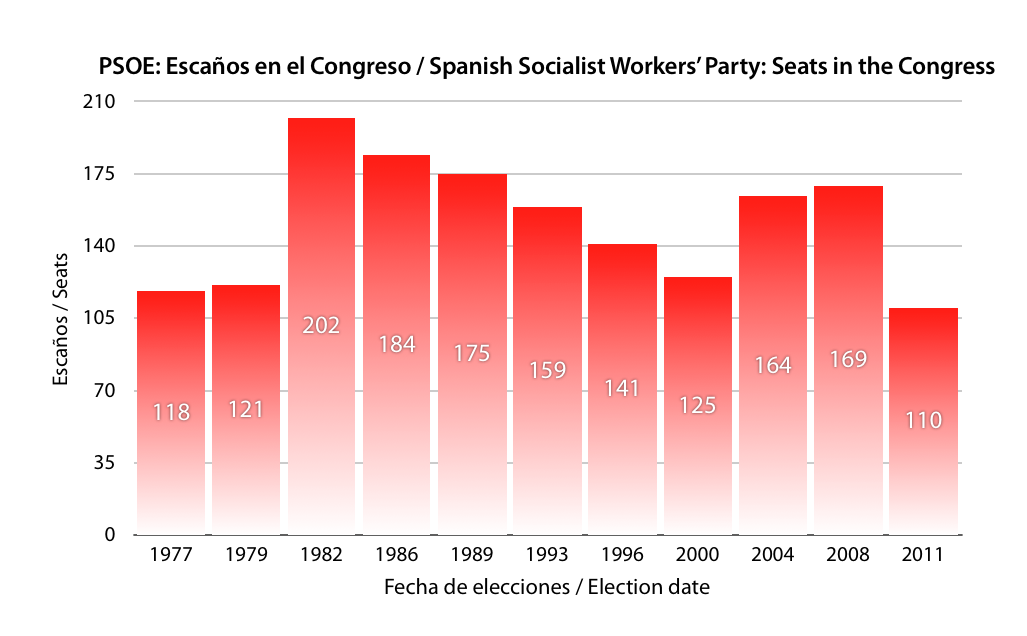
Antal PSOE-ledamöter i parlamentet.

Spanska socialistiska arbetarpartiet, förkortat PSOE av Partido Socialista Obrero Español, är ett socialdemokratiskt parti i Spanien grundat 1879. Partiet var det största oppositionspartiet i Spanien sedan Partido Populars maktövertagande i valet 2011; 2018 tillträder man som regeringsparti efter att partiledaren Pedro Sánchez vunnit ett förtroendevotum mot Mariano Rajoys sittande regering.
PSOE är en del av Europeiska socialdemokratiska partiet och är medlemmar i Socialistinternationalen.
PSOE:s regionala partisektioner innehar regeringsmakten i Andalusien och Asturien, och sitter i den regionala regeringen tillsammans med Coalición Canaria på Kanarieöarna. I övriga autonoma regioner är PSOE största oppositionspartiet, bortsett från Baskien och Kantabrien  där det är det näst största oppositionspartiet.

## Historia
Pablo Iglesias grundade partiet i Madrid den 2 maj 1879 med syftet att organisera och representera arbetarrörelsens intressen. Partiet hade som mål att uppnå socialism enligt marxismens principer. PSOE ingick i den vänstermajoritet som vann valen till parlamentet i andra spanska republiken 1936. När generalen Francisco Franco tillsammans med högerkrafter ledde statskuppsförsöket mot republiken samma år, och inbördeskriget var ett faktum splittrades partier i tre falanger: en revolutionär marxistisk, en mer centristisk och en reformistisk.
Partiet förbjöds under diktaturen (från och med 1939) och tilläts återuppta sin verksamheter först 1977. År 1979 övergav partiet marxismen och anslöt sig till de andra europeiska socialdemokratiska partierna. Sedan demokratin återinfördes satt partiet i regeringsställning från 1982 till 1996, då den mångårige premiärminister Felipe Gonzalez, under vars styre den spanska demokratin framgångsrikt konsoliderats, tvingades avgå efter en rad skandaler och ersattes av en borgerlig regering under José María Aznar.
I valet 2004 kunde partiet återta makten från det borgerliga Partido Popular och partiledaren José Luis Rodríguez Zapatero blev Spaniens premiärminister. Zapatero regering kunde sitta kvar efter kongressvalet 2008, men efter nyvalet 2011 led PSOE sin största förlust sedan inbördeskriget samtidigt som PP vann en absolut majoritet av platserna i parlamentet.
Under 2010-talet har partiet verkat som största spanska oppositionsparti, under senare år dock alltmer utmanat av de två nya partierna Ciudadanos och Podemos. Sedan 2014 har Pedro Sánchez verkat som partiledare, och 2018 tillträder han som ny spansk premiärminister sedan han vunnit ett förtroendevotum mot Rajoys regering.
I november 2019 parlamentsval  kom socialdemokratiska PSOE att fortsätta som det största partiet i Spanien med 120 platser. I januari 2020 bildade premiärminister Pedro Sànchez  en ny koalitionsregering mellan PSOE och vänsterpartiet Podemos. Spanien fick sin första koalitionsregering sedan återgången till demokrati på 1970-talet.

## Generalsekreterare
- Felipe González 1974–1997
- Joaquín Almunia 1997–2000
- José Luis Rodríguez Zapatero 2000–2012
- Alfredo Pérez Rubalcaba 2012–2014
- Pedro Sánchez 2014–2016, 2017–